# Neola (Iowa)
Neola és una població dels Estats Units a l'estat d'Iowa. Segons el cens del 2000 tenia 845 habitants.

## Demografia
Segons el cens del 2000, Neola tenia 845 habitants, 339 habitatges, i 247 famílies. La densitat de població era de 815,6 habitants/km².
Dels 339 habitatges en un 37,2% hi vivien nens de menys de 18 anys, en un 59,3% hi vivien parelles casades, en un 9,1% dones solteres, i en un 27,1% no eren unitats familiars. En el 24,2% dels habitatges hi vivien persones soles el 12,7% de les quals corresponia a persones de 65 anys o més que vivien soles. El nombre mitjà de persones vivint en cada habitatge era de 2,49 i el nombre mitjà de persones que vivien en cada família era de 2,96.
Per edats la població es repartia de la següent manera: un 27,6% tenia menys de 18 anys, un 6,9% entre 18 i 24, un 29,7% entre 25 i 44, un 21,3% de 45 a 60 i un 14,6% 65 anys o més.
L'edat mediana era de 35 anys. Per cada 100 dones de 18 o més anys hi havia 93,1 homes.
La renda mediana per habitatge era de 47.500 $ i la renda mediana per família de 49.632 $. Els homes tenien una renda mediana de 30.288 $ mentre que les dones 23.182 $. La renda per capita de la població era de 17.737 $. Entorn del 4,3% de les famílies i el 7,3% de la població estaven per davall del llindar de pobresa.

## Poblacions més properes
El següent diagrama mostra les poblacions més properes.